# Нападение на радиостанцию в Глайвице
Нападение на радиостанцию в Глайвице (нем. Überfall auf den Sender Gleiwitz), также известное как Глайвицкая провокация (пол. Prowokacja gliwicka) или операция «Консервы» (нем. Aktion Konserve) — инсценировка нападения Польши на немецкую радиостанцию в городе Глайвиц (ныне Гливице), проведённая органами СС 31 августа 1939 года в рамках широкомасштабной операции «Гиммлер» для создания повода для нападения Германии на Польшу.
Операция была организована Рейнхардом Гейдрихом и его подчинённым — начальником группы VI-F (диверсии) штурмбанфюрером СС Альфредом Науйоксом по указанию Адольфа Гитлера, отрядом диверсантов руководил Науйокс.

## Подготовка

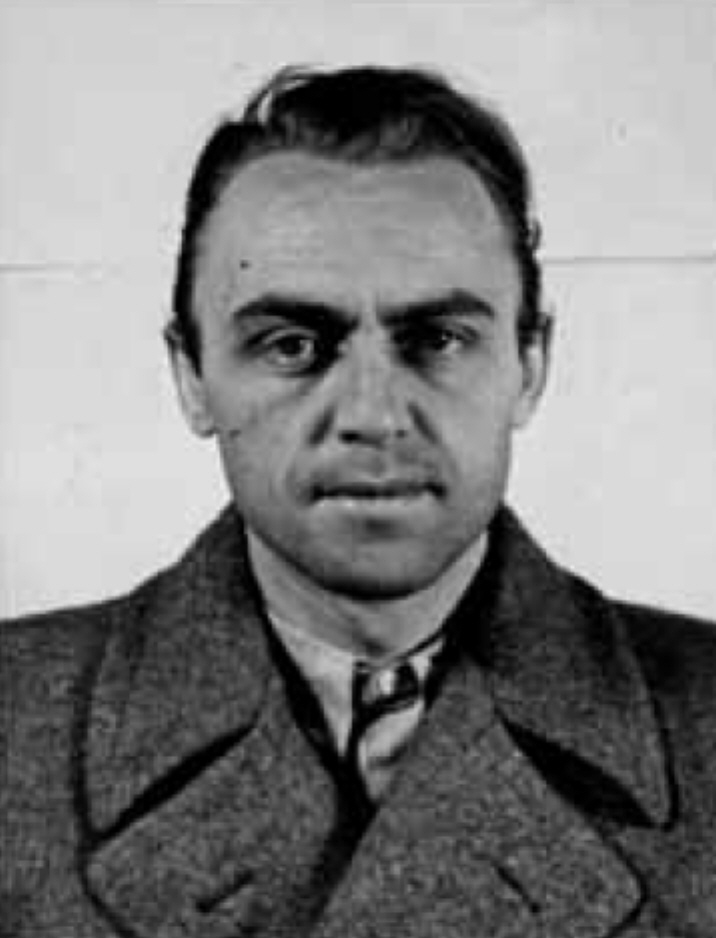
Альфред Науйокс

Рейнхард Гейдрих (слева) и Карл Герман Франк в Пражском Граде, 1941

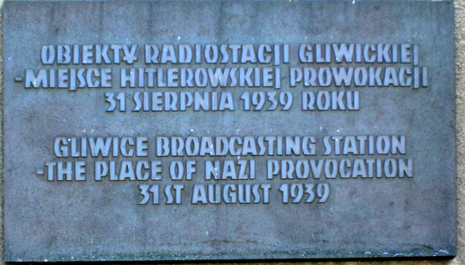
Памятная доска

Идея операции «Консервы» родилась у Гейдриха ещё в 1938 году, во время Судетского кризиса, но тогда она не нашла применения, так как Великобритания и Франция пошли на уступки, подписав Мюнхенское соглашение.
В связи с запланированным нападением на Польшу возникла необходимость в правдоподобном поводе. И здесь пригодилась идея инсценировать нападение.
Согласно плану Гейдриха, сотрудники СС, переодетые в польскую военную форму, должны были:
- напасть на радиостанцию в Глайвице (теперь Гливице, Польша) и передать в эфир антигерманское воззвание на польском языке;
- напасть на лесничество в Пинчене севернее Кройцбурга (теперь Ключборк, Польша);
- в Хохлиндене, на участке границы между Гляйвицем и Ратибором (теперь Рацибуж, Польша) обстрелять таможенный пункт.

Роль «погибших во время нападения» предназначалась заключённым концлагерей, умерщвлённым посредством инъекций и уже после этого доставленным на место событий. На эсэсовском жаргоне они назывались «консервами»; отсюда и название операции.
Руководству 23-го и 45-го штандартов СС, расквартированных на месте предполагаемой операции, было направлено указание немедленно предоставить в распоряжение СД 120 человек личного состава, владеющих польским языком.
Ответственными были назначены: за нападение на таможенный пункт — оберфюрер СС Герберт Мельхорн, за нападение на радиостанцию — штурмбанфюрер СС Альфред Науйокс, за нападение на лесничество — оберфюрер СС Отто Раш, за обеспечение польской формой — бригадефюрер СС Хайнц Йост, за доставку «консервов» — оберфюрер СС Генрих Мюллер. Мельхорн должен был также очистить местность вокруг Хохлиндена от вермахта и координировать действия групп оберштурмбанфюрера СС Отто Хельвига («польские военнослужащие») и штандартенфюрера СС Ганса Труммлера («немецкие пограничники»). Общее руководство операцией было возложено на Альфреда Науйокса, который получил от Гейдриха следующие указания:

Первое: по поводу этой истории вы не имеете права связываться ни с каким немецким учреждением в Гляйвице. Второе: никто из вашей группы не должен иметь при себе документы, доказывающие его принадлежность к СС, СД, полиции или удостоверяющие подданство германского рейха.
Кодовым сигналом должна была служить фраза Гейдриха: «Бабушка умерла».
10 августа Науйокс с пятью сопровождающими и переводчиком прибыли в Глайвиц и поселились в двух гостиницах. Он провёл рекогносцировку и выяснил, что захват радиостанции не будет представлять проблем.
В середине августа Гиммлер и Гейдрих доложили о готовности Гитлеру, который приказал адмиралу Канарису предоставить СД комплекты польской военной формы. Форма была передана Йосту капитаном Динглером, офицером абвера при штабе VIII военного округа в Бреслау.
Группа, атакующая лесничество, должна была изображать ополченцев в штатском, остальные — польских военнослужащих.
Вспоминает гауптшарфюрер СС Йозеф Гжимек:

Одеждой этих парней служила зелёная рубаха, штатские пиджаки и брюки различной расцветки. В качестве головных уборов использовались шляпы и кепки.
20 августа Мельхорн собрал всех в актовом зале школы СД, проинструктировал и сообщил о сути операции. После этого эсэсовцы в крытых грузовиках выехали к месту назначения.
Йозеф Гжимек:

Перед отъездом нам категорически запретили в течение поездки высовываться из машин, общаться с посторонними, ввязываться в разговоры.
22 августа Гейдрих получил доклад о полной готовности. 23 августа (в день подписания Пакта Молотова — Риббентропа) Гитлер определил время и дату акции — 26 августа, 4:30 утра.

## Первая попытка 26 августа
Противники режима из абвера тоже не сидели сложа руки. Они организовали утечку информации, составив протокол выступления Гитлера перед командованием вермахта 22 августа, добавив к словам, сказанным Гитлером, ещё и фразу (впрочем, весьма близкую к действительности) о посылке нескольких рот для инсценирования польского нападения.
Этот протокол попал в руки Германа Мааса, который с помощью руководителя берлинского бюро «Ассошиэйтед Пресс» Льюиса Лохнера передал его в британское посольство. И уже во второй половине дня 25 августа политическое руководство Великобритании располагало сведениями о намерениях Гитлера.
Вечером 25 августа пришли две новости: посол Италии сообщил, что Муссолини не готов поддержать Гитлера, а Великобритания заключила договор о взаимопомощи с Польшей. Поэтому пришлось давать срочные распоряжения об отмене уже начавшейся операции. Здесь не обошлось без накладок. Связаться с группой Хелльвига, уже находившейся на польской территории, не удалось, и она напала на таможенный пункт. Лишь вмешательство Мюллера предотвратило кровопролитие.
Мельхорн и Хелльвиг обвинили друг друга. При разборе выяснилось, что Хелльвиг неправильно понял пароли: он считал, что «Маленький глухарь» — сигнал о полной готовности, «Большой глухарь» — команда к началу операции. Для Мельхорна пароли же означали: «Маленький глухарь» — «в ружьё», «Большой глухарь» — «готовность номер один», «Агата» — сигнал к атаке.
Гейдрих, подозревавший, что кто-то хотел сорвать акцию умышленно, сделал оргвыводы: Мельхорн и Хелльвиг были уволены из СД, а их место в операции заняли Мюллер и Труммлер, соответственно.
31 августа Гитлер определил новую дату и время вторжения — 1 сентября в 4 часа 45 минут утра.

## Вторая попытка 31 августа
В 16:00 в гостиничном номере Науйокса раздался телефонный звонок. Подняв трубку, он услышал: «Срочно перезвоните!» Науйокс набрал известный ему номер главного управления СД и попросил к телефону адъютанта Гейдриха. В ответ он услышал, как тот же голос произнёс: «Бабушка умерла». Науйокс собрал всех подчинённых и назначил акцию по захвату радиостанции на 19:30. Мюллер тоже получил команду и заторопился: «консервы» надо было доставить на место не позднее 20:20.
В 20:00 Науйокс с подчинёнными ворвались в помещение радиостанции. Увидев рабочего Фойтцика, он навёл пистолет и закричал: «Руки вверх!» Он подал сигнал, и нападающие открыли беспорядочную стрельбу. Работников радиостанции связали и заперли в подвале. Довольно много времени заняли поиски микрофона, по которому радиослушателей предупреждали о приближении грозы. Вскоре слушатели радиостанции услышали «пламенное воззвание» на польском языке на фоне выстрелов. Вся операция заняла не более 4 минут. Уходя, Науйокс заметил заботливо разложенные людьми Мюллера трупы в польской форме. То же самое происходило в других местах акции.
На следующий день к немецкому народу обратился Гитлер, заявив, что Польша осуществила нападение на германскую территорию и что с этого момента Германия находится в состоянии войны с Польшей. Газеты вышли с кричащими заголовками.
Выступая в рейхстаге, Гитлер заявил о 14 столкновениях на границе, в том числе о трёх крупных. Министр иностранных дел фон Риббентроп сообщил послу Франции, что польская армия перешла границу в трёх местах. Герман Геринг рассказывал Биргеру Далерусу:

Война разразилась из-за того, что поляки осуществили нападение на радиостанцию в Гляйвице.
Генрих Мюллер выехал на место событий вместе с начальником уголовной полиции Артуром Небе для проведения «расследования». Небе также приказал изготовить электрифицированный макет, демонстрирующий ход «событий». Побывавший на одной из демонстраций Гейдрих подтвердил:

Да, да, именно так и начиналась война.